# Koan
Un koan (en japonès 公案 kōan, del xinès 公案; pinyin gōng'àn; coreà 공안 kong'an; vietnamita công án) és, a la tradició zen, un problema que el mestre planteja al novici per comprovar els seus progressos. Moltes vegades el koan té forma de proposició absurda, il·lògica o banal. Per resoldre-la el novici ha de deslligar-se del pensament racional i augmentar el seu nivell de consciència per endevinar allò que en realitat li està preguntant el mestre, que transcendeix al sentit literal de les paraules.

## Tècnica zen
Els koan s'originen amb les dites i fets d'il·luminats i figures llegendàries, generalment aquells que tenen autoritat per ensenyar al ser successors en la línia de Bodhidharma. Els koan reflecteixen la il·luminació o despertar d'aquestes persones, i tenen el propòsit de desconcertar el pensament discursiu logicoracional i provocar un xoc mental que porti a un augment de consciència (despertar). Els mestres zen sovint reciten i comenten koan, i algunes vegades es concentren en ells durant les seves sessions de meditació. Els professors poden utilitzar els koan com una manera de sondejar als estudiants sobre els seus progressos iniciàtics i comprovar si ja han tingut experiències d'entesa de la doctrina i de despertar (satori). Les respostes poden ser orals però també poden ser gestos o accions.
A la cultura occidental, allunyada tradicionalment de la filosofia oriental, de vegades es troba la noció de koan aplicada a preguntes que no tenen resposta o a enunciats sense sentit. Però per a un monjo zen un koan no és una cosa sense sentit, i els professors zen esperen una resposta adequada quan formulen un koan. Cal aclarir que un koan no és una endevinalla, i encara que a la literatura hi ha respostes ortodoxes, depenent de les circumstàncies en què el koan és formulat pot variar la resposta apropiada. El mestre no està buscant que el deixeble sàpiga la resposta correcta, sinó proves sobre els seus progressos en la filosofia zen i l'aplicació en la seva vida diària.

## Altres formulacions semblants alskoan
Totes les místiques religioses tenen formulacions semblants basades en la paradoxa, l'oxímoron o l'antítesi. Al cristianisme la va inspirar la teologia negativa del Pseudo Dionís Areopagita, que va donar els seus més destacats fruits en Sant Joan de la Creu i Santa Teresa de Jesús. En el cas del primer, la seva Pujada a la muntanya Carmel és de fet una densa tirallonga de sentències místiques:
 Per venir a agradar tot,
 no vols que gust en res.
 Per venir a saber-ho tot,
 no vulguis saber alguna cosa en res.
 Per venir a posseir tot,
 no vulguis posseir alguna cosa en res.
 Per venir a ser-ho tot,
 no vulguis ser alguna cosa en res.
 Per venir al que no agrades,
 has d'anar per on no agrades.
 Per venir al que no saps,
 has d'anar per on no saps.
 Per venir a posseir el que no posseeixes,
 has d'anar per on no posseeixes.
 Per venir al que no ets,
 has d'anar per on no ets.
 Quan t'adones de quelcom
 deixes de llançar-al tot.
 Per venir del tot al tot,
 has de deixar-te del tot en tot.
 I quan ho vinguis del tot a tenir,
 has de tenir sense res voler.
Sant Agustí va formular una famosa sentència mística, que (segons ell) li va ser revelada en un somni pel mateix Crist: «No em cercaries si no m'haguessis trobat.»
La pregària per la pau, de vegades atribuïda a Sant Francesc d'Assís, diu en el seu últim vers: «Perquè donant és com es rep, oblidant és com es troba, perdonant és com s'és perdonat i morint que ressuscitem a la vida que no coneix fi.»